# Clayton, North Carolina
Clayton är en kommun (town) i Johnston County, och Wake County, i North Carolina. Orten har fått sitt namn efter politikern John M. Clayton. Vid 2020 års folkräkning hade Clayton 26 207 invånare.